# 31Knots
31 Knots – zespół math rockowy założony w 1997 w Portland przez gitarzystę Joego Haege'a oraz basistę Jaya Windbrennera. W 1998 do grupy dołączył perkusista Joe Kelly zastąpiony w 2003 przez Jaya Pellicciego.

## Dyskografia
- 1997, RangHok – Algut Allbrain
- 2000, RangHok – Climax / Anti-Climax
- 2002, 54-40 or Fight – The Rehearsal Dinner EP
- 2002, 54-40 or Fight – A Word Is Also a Picture of a Word
- 2003, 54-40 or Fight – It Was High Time To Escape
- 2004, Own Records – The Curse of the Longest Day
- 2005, Own Records – Talk Like Blood
- 2006, PolyVinyl – ep:Polemics
- 2007, PolyVinyl – The Days and Nights of Everything Anywhere
- 2008, PolyVinyl – Worried Well
- 2011, PolyVinyl – Trump Harm